# Ovejas asesinas
Ovejas asesinas (en inglés Black Sheep) es una película neozelandesa del género comedia y terror dirigida por Jonathan King y realizada con un estilo similar al de primeras obras de Peter Jackson como Bad Taste y Braindead. 
En España, la distribuidora Manga Films lanzó la película junto con Severance, en un formato similar al de Grindhouse. Los derechos de distribución en Norteamérica fueron adquiridos por The Weinstein Company e IFC Films. The Weinstein Company lanzó la película en DVD el 9 de octubre de 2007 bajo su marca Dimension Extreme en la colección Genius Products.  En el Reino Unido, la película fue lanzada el 31 de marzo de 2008.
Los efectos especiales de la película fueron contratados a Weta Workshop.
El director Jonathan King es hijo de Michael King y la primera víctima está leyendo el libro de Michael King History of New Zealand.